# Becki Newton

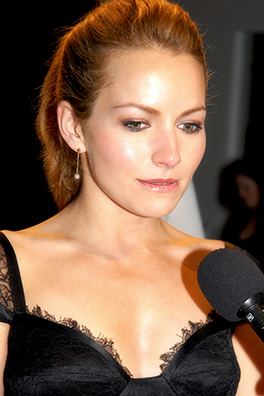
Becki Newton

Becki Newton, född 4 juli 1978 i New Haven, Connecticut, är en amerikansk skådespelare, främst känd i rollen som Amanda Tannen Summers i TV-serien Ugly Betty. Före det var hon med i reklamfilmer.